# Dragan Stanković
Pour les articles homonymes, voir Stanković.
Dragan Stanković (en serbe : Драган Станковић, né le 18 octobre 1985 à Zaječar, alors en RFS de Yougoslavie) est un joueur serbe de volley-ball. Il mesure 2,05 m et joue central. Il totalise 153 sélections en équipe de Serbie.

## Clubs
| Club                              | De        | À         |
| --------------------------------- | --------- | --------- |
| Étoile rouge de Belgrade          | 2005-2006 | 2007-2008 |
| OK Budvanska Rivijera             | 2008-2009 | déc 2009  |
| Associazione Sportiva Volley Lube | jan 2010  | …         |

## Palmarès
- Ligue mondiale
  - Finaliste : 2005, 2008, 2009
- Championnat d'Europe (1)
  - Vainqueur : 2011
- Challenge Cup (1)
  - Vainqueur : 2011
- Championnat d'Italie (2)
  - Vainqueur : 2012, 2014
- Championnat du Monténégro (1)
  - Vainqueur : 2009
- Championnat de Serbie (1)
  - Vainqueur : 2008
- Coupe d'Italie
  - Finaliste : 2012, 2013
- Supercoupe d'Italie (1)
  - Vainqueur : 2012
  - Perdant : 2009, 2013